# Batúixevo
Batúixevo (en rus: Батушево) és un poble de la República de Mordòvia, a Rússia, segons el cens del 2010 tenia 842 habitants, pertany al municipi d'Atiàixevo.